# Pharsalia obliquemaculata
Pharsalia obliquemaculata là một loài bọ cánh cứng trong họ Cerambycidae.